# Gruppo di NGC 788
Il Gruppo di NGC 788 comprende almeno cinque galassie situate nella costellazione della Balena. La distanza media tra il centro di massa di questo gruppo e la nostra Via Lattea è di circa 174 milioni di anni luce (53,3 Mpc).

## Membri
Le galassie componenti il gruppo, indicate nell'articolo di Garcia del 1993, sono:
| Nome    | Classificazione | Tipo            | RA (J2000.0)  | DEC (J2000.0) | Velocità radiale (km/s) | Magnitudine apparente | Distanza (Mpc) | Dimensioni (kal) |
| ------- | --------------- | --------------- | ------------- | ------------- | ----------------------- | --------------------- | -------------- | ---------------- |
| NGC 788 | SA(s)0/a?       | Lenticolare     | 02h 01m 06.4s | -06° 48′ 56″  | 4078 ± 28               | 12,1                  | 56,2 ± 4,0     | 105              |
| NGC 829 | SB(s)c pec?     | Spirale barrata | 02h 08m 42.4s | -07° 47′ 26″  | 4056 ± 8                | 13,5                  | 56,3 ± 4,0     | 65               |
| NGC 830 | SB0^-?          | Lenticolare     | 02h 08m 58.4s | -07° 46′ 01″  | 3860 ± 19               | 13,3                  | 53,1 ± 3,7     | 61               |
| NGC 842 | SAB0(r)?        | Lenticolare     | 02h 09m 50.8s | -07° 45′ 45″  | 3857 ± 31               | 12,7                  | 52,6 ± 3,7     | 75               |
| IC 183  | S0?             | Lenticolare     | 01h 59m 34.0s | -05° 20′ 50″  | 3801 ± 50               | 13,9                  | 51,0 ± 3,6     | 67               |

Il sito DeepskyLog permette di trovare agevolmente le costellazioni in cui si trovano le galassie; in alternativa si possono utilizzare le coordinate delle galassie per individuarle. Se non altrimenti indicato, le coordinate sono quelle fornite dal sito NASA/IPAC (National Aeronautics and Space Administration / Infrared Processing and Analysis Center).